# Theresimima ampellophaga
Theresimima ampellophaga, gelegentlich auch Wein-Zygaene genannt, ist ein Schmetterling aus der Familie der Widderchen (Zygaenidae). Das Artepitheton setzt sich aus den griechischen Worten άμπελος für Weinstock und φάγος für Fresser zusammen und weist auf die Tatsache hin, dass die Art im Mittelmeerraum gebietsweise ein gefürchteter Schädling im Weinbau war.

## Merkmale
Die Falter erreichen eine Vorderflügellänge von 8,5 bis 12 Millimeter bei den Männchen und 7,5 bis 11,5 Millimeter bei den Weibchen. Kopf und Thorax sind glänzend dunkelbraun, das Abdomen glänzt bläulich oder grünlich braun. Die Fühler sind lang und markant kammförmig. Sie sind mit glänzenden grünen Schuppen bedeckt und haben 35 bis 38 Segmente. Die Vorderflügel haben eine dunkelbraune Grundfarbe, an der Flügelbasis befinden sich glänzende Schuppen. Die schwärzlich braunen Hinterflügel sind abgerundet und viel kürzer und schmaler als bei den anderen Arten der Procridinae, die in der Westpaläarktis beheimatet sind. Die Art ist abgesehen von den Größenunterschieden nicht variabel und es gibt in der westlichen Paläarktis keine ähnlichen Arten.
Bei den männlichen Genitalien ist der Uncus im Vergleich zu den meisten Procridinae der Westpaläarktis relativ kurz und hat eine breite dreieckige Basis. Tegumen und Vinculum sind nur schwach sklerotisiert. Die Valven haben am Ende einen kleinen ventralen Fortsatz und einen kleinen Pulvinus. Der Aedeagus ist von mittlerer Größe, leicht nach oben gebogen und besitzt einen großen Cornutus. Gelegentlich sind auch zwei weitere kleinere Cornuti ausgebildet. Der distale Teil des Ductus ejaculatorius besitzt eine Anzahl kleiner dreieckiger Stachel.
Bei den weiblichen Genitalien ist das Antrum eben und stark sklerotisiert. Der Ductus bursae ist lang, durchscheinend und charakteristisch longitudinal strukturiert. Das Corpus bursae ist klein und kugelförmig. Die Papillae annales sind groß und haben kurze Apophysenanhänge.
Die Eier sind eiförmig, zunächst perlfarben und später fahlgelb.
Die Raupenstadien L1 – L3 sind weißlich, der Bauch ist gelblich weiß, Kopf und Thorakalplatte sind schwärzlich braun. Das Integument besitzt keine Tuberkel. Ausgewachsene Raupen sind 18 bis 22 Millimeter groß.
Die Puppe ist bräunlich schwarz.

## Verbreitung
Theresimima ampellophaga ist von Algerien, Spanien (?) und Südfrankreich über die meisten Gebiete Südeuropas bis zur Nordküste des Schwarzen Meeres einschließlich der nördlichen Gegenden Ungarns und der Slowakei verbreitet. Im Osten reicht das Verbreitungsgebiet bis in den Süden des europäischen Teils Russlands, den Westen des Kaukasus und Transkaukasus und über die Türkei, den Libanon und Syrien bis nach Israel.

## Biologie
Die Weibchen legen die Eier in Gruppen von 20 bis 100 Stück an den Blattunterseiten der Futterpflanzen ab. Die Raupen schlüpfen nach sechs bis acht Tagen. Die ersten Raupenstadien fressen das Parenchym der Blätter, so dass ein unregelmäßiges Netz von zurückgebliebenen Blattadern entsteht. Spätere Stadien leben einzeln und fressen an allen Blattteilen. Die ausgewachsenen Raupen verpuppen sich in einem weißen kokonartigem Gespinst. Eine Diapause wird während des dritten oder vierten Raupenstadiums eingelegt. Insgesamt verläuft die Larvalentwicklung über fünf Raupenstadien. Die Hauptfutterpflanze ist die Weinrebe (Vitis vinifera). Hervorgerufen durch Insektizideinsatz fressen die Raupen inzwischen auch an Gewöhnlicher Jungfernrebe (Parthenocissus vitacea) und an Selbstkletternder Jungfernrebe (Parthenocissus quinquefolia). Die letzteren beiden Pflanzenarten wurden aus Nordamerika eingeführt. Die Raupen verpuppen sich in einem bräunlich weißen, nicht sehr dichten Kokon an der Rinde des Stammes, in Rindenrissen oder selten auch unter Blättern. Die Falter schlüpfen nach 14 bis 20 Tagen nachts oder in den frühen Morgenstunden, die Männchen sind aktiver und fliegen bis in den späten Morgen hinein. Die Falter paaren sich 24 bis 48 Stunden nach dem Schlüpfen am späten Morgen, selten auch nachmittags. Der Rüssel der Falter ist zurückgebildet, so dass sie keinen Nektar aufnehmen können und daher auch nicht an Blüten zu finden sind. Die Falter fliegen normalerweise in einer Generation von Mai bis Juli, in Ungarn und im Libanon kann auch eine zweite Generation gebildet werden.
Seit römischer Zeit war Theresimima ampellophaga ein bedeutender Schädling im Weinbau. Durch den Einsatz von Insektiziden ist die Art heute allerdings in vielen Gegenden ihres  Verbreitungsgebietes ausgestorben, so beispielsweise in Nordafrika, Spanien, Süditalien und Ungarn. Aktuelle Nachweise sind selten und stammen zumeist aus den östlichen Gebieten des Mittelmeerraumes wie den griechischen Inseln und der Türkei. Infolge des oben genannten Wirtswechsels bildet die Art inzwischen wieder hohe Populationsdichten aus und erobert das ursprüngliche Verbreitungsgebiet zurück. Angesichts der historischen Verbreitung des Weinbaus in Europa muss angenommen werden, dass das oben genannte Verbreitungsgebiet nicht mit dem ursprünglichen Verbreitungsgebiet der Art identisch ist. Dafür spricht die Tatsache, dass Theresimima ampellophaga die einzige Art aus der Unterfamilie Procridinae in der westlichen Paläarktis ist, deren Raupen lediglich fünf Entwicklungsstadien durchlaufen anstelle der sonst üblichen sechs. Fünf Raupenstadien sind typisch für die tropischen Vertreter der Unterfamilie. Vermutlich muss man Theresimima ampellophaga wie den Erdbeerbaumfalter (Charaxes jasius) als Reliktart mit Herkunft aus dem tropischen Afrika oder Asien einstufen.